# Seremban (district)
Seremban is een district in de Maleisische deelstaat Negeri Sembilan.
Het district telt 556.000 inwoners op een oppervlakte van 950 km².